# Cleistocactus roseiflorus
Cleistocactus roseiflorus là một loài thực vật có hoa trong họ Cactaceae. Loài này được (Buining) G.D.Rowley mô tả khoa học đầu tiên năm 2000.